# Détroit Intérieur
Le détroit Intérieur, en anglais Inner Sound, en écossais An Lighe Rathairseach, est un détroit séparant les îles de Scalpay, Raasay et South Rona à l'ouest de la péninsule d'Applecross à l'est, en Écosse. Le détroit Intérieur communique avec The Minch au nord, le détroit de Raasay à l'ouest par le Caol Rona et le Caol Mòr ainsi qu'avec la mer des Hébrides au sud par le Loch Alsh puis le détroit de Sleat. Le BUTEC, centre d'essais sous-marins de la Royal Navy, y est situé.